# 트위스터 끈 이론
트위스터 끈 이론은 N = 4 초대칭 양-밀스 이론과 트위스터 공간의 섭동 위상수학적 B 모형 끈 이론 사이의 동등성이다.
2003년 에드워드 위튼이 처음 제안했다.
트위스터 이론은 1960년대부터 수학자 로저 펜로즈에 의해 양자 이론과 중력을 통합하는 새로운 접근 방식으로 소개되었다. 트위스터 공간은 물리량이 특정 구조적 변형으로 나타나는 3차원 복소 사영 공간이다. 이러한 설명의 결과로 시공간과 친숙한 물리적 장이 등장한다. 그러나 트위스터 공간은 왼손 및 오른손 개체가 다르게 처리되는 키랄(손 방향)이다. 예를 들어, 중력에 대한 중력자 및 강한 상호작용에 대한 글루온은 모두 오른쪽 방향이다.
이 기간 동안 에드워드 위튼은 끈 이론의 선도적인 연구자였다. 2003년에 그는 끈 이론이 트위스터 공간에 어떻게 도입되어 왼손 및 오른손 장을 모두 통합하고 완전한 상호 작용을 통합하는 완전한 물리적 모델을 제공할 수 있는지 보여주는 논문을 작성했다.
트위스터 끈 이론의 가장 중요한 기여는 가능한 산란 과정의 확률을 결정하는 입자-입자 충돌 산란 진폭 계산에 있었다. 위튼은 트위스터 공간에서 아주 단순한 구조를 가지고 있음을 보여주었다. 특히 진폭은 대수 곡선에서 지원된다. 이를 통해 입자 충돌기의 실험적 관찰에 대한 더 나은 이해와 다양한 양자장론의 본질에 대한 깊은 통찰력이 가능해졌다. 이러한 통찰력은 결국 이와 관련된 수학 분야에 대한 새로운 통찰력으로 이어졌다. 이러한 주제에는 그라스마니안 유수 공식, 진폭면체 및 정칙 연결이 포함된다.

## 같이 보기
- BCFW 재귀
- MHV 진폭